# Maurice-Richard (circonscription provinciale)
Pour les articles homonymes, voir Maurice Richard (homonymie) et Richard.
Circonscription électorale provinciale du Canada
Maurice-Richard (appelée Crémazie avant 2018) est une circonscription électorale provinciale située dans la région de Montréal (Québec), au centre-nord de la ville.

## Historique
La circonscription électorale de Crémazie a été créée en 1972 à partir de la circonscription Ahuntsic et Bourassa, créée en 1966 et 1965. Ses limites seront légèrement modifiées en 1972, 1980 et 2001. Elles demeurent toutefois inchangées lors à la réforme de la carte électorale de 2011
Le 15 septembre 2016, la députée de Crémazie Marie Montpetit demande à la Commission de la représentation électorale de renommer la circonscription en l’honneur et à la mémoire du joueur de hockey sur glace Maurice Richard, qui y a habité sur son territoire pendant plus d'une cinquantaine d'années.
Elle explique : « Maurice Richard, en plus d’avoir été un grand joueur de hockey, a insufflé un sentiment de fierté à l’ensemble de la nation québécoise à un moment critique de notre histoire, ce qui fait de lui l’un des grands bâtisseurs du Québec moderne et une inspiration pour plusieurs générations. Son influence sur le quartier, où il a passé la majeure partie de sa vie et où il s’est impliqué pendant plus de 50 ans, est indéniable. Selon la Commission de la toponymie, aucun lieu significatif ne porte son nom au Québec. Maurice Richard a été un citoyen exemplaire de notre circonscription et un grand Québécois. Il doit avoir la place d’honneur qu’il mérite à la hauteur de l'influence qu'il a eue et ainsi s'assurer que jamais ne soit oublié ce qu'il a représenté pour le Québec. C’est là le cœur de la proposition que je dépose à l’Assemblée ».
Le 2 mars 2017, la Commission de la représentation électorale accepte la proposition de la députée,,. Le Directeur général des élections du Québec indique : 
« La désignation toponymique commémorative d’un lieu doit présenter une relation significative avec celui-ci. Dans ce cas-ci, Maurice Richard a habité ce territoire pendant une cinquantaine d’années. Au-delà de ses exploits à titre de hockeyeur, il y est reconnu pour son implication communautaire, notamment au regard du sport amateur, et il a été un personnage marquant pour l’ensemble des Québécois. »
Maurice Richard devient ainsi le premier sportif dont le souvenir est rappelé dans le nom d’une circonscription à l'Assemblée nationale du Québec.
La députée de la circonscription, Marie Montpetit, est réélue lors des élections générales de 2018. Elle devient la première députée de la circonscription renommée.

## Territoire et limites
La circonscription comprend une partie de la municipalité de Montréal. Elle se situe sur une partie de l'arrondissement d'Ahuntsic-Cartierville et, dans une moindre mesure, sur celui de Montréal-Nord. Au nord, elle est bordée par la rivière des Prairies. À l'ouest, la circonscription sur termine à la rue Saint-Laurent et au sud, ces limites sont les mêmes que celles de l'arrondissement d'Ahuntsic-Cartierville.

## Liste des députés
| Législature                                | Années       | Député         | Député                 | Parti            |
| ------------------------------------------ | ------------ | -------------- | ---------------------- | ---------------- |
| Crémazie Créée depuis Ahuntsic et Bourassa |              |                |                        |                  |
| 30e                                        | 1973–1976    |                | Jean Bienvenue         | Libéral          |
| 31e                                        | 1976–1981    |                | Guy Tardif             | Parti québécois  |
| 32e                                        | 1981–1985    |                | Guy Tardif             | Parti québécois  |
| 33e                                        | 1985–1989    |                | André Vallerand        | Libéral          |
| 34e                                        | 1989–1994    |                | André Vallerand        | Libéral          |
| 35e                                        | 1994–1998    |                | Jean Campeau           | Parti québécois  |
| 36e                                        | 1998–2003    | Manon Blanchet |                        | Parti québécois  |
| 37e                                        | 2003–2007    |                | Michèle Lamquin-Éthier | Libéral          |
| 38e                                        | 2007–2008    |                | Lisette Lapointe       | Parti québécois  |
| 39e                                        | 2008–2011    |                | Lisette Lapointe       | Parti québécois  |
| 39e                                        | 2011–2012    |                | Lisette Lapointe       | Indépendant      |
| 40e                                        | 2012–2014    |                | Diane De Courcy        | Parti québécois  |
| 41e                                        | 2014–2018    |                | Marie Montpetit        | Libéral          |
| Maurice-Richard                            |              |                |                        |                  |
| 42e                                        | 2018–2021    |                | Marie Montpetit        | Libéral          |
| 42e                                        | 2021–2022    |                | Marie Montpetit        | Indépendant      |
| 43e                                        | 2022–présent |                | Haroun Bouazzi         | Québec solidaire |

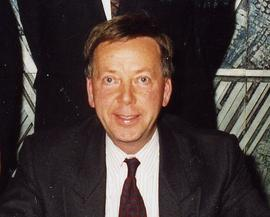
André Vallerand est député de Crémazie de 1985 à 1994 pour le Parti libéral du Québec.
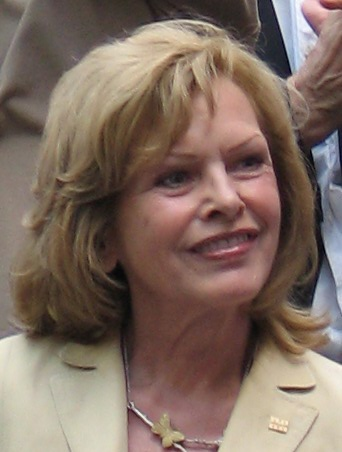
Lisette Lapointe est députée de Crémazie de 2007 à 2012.
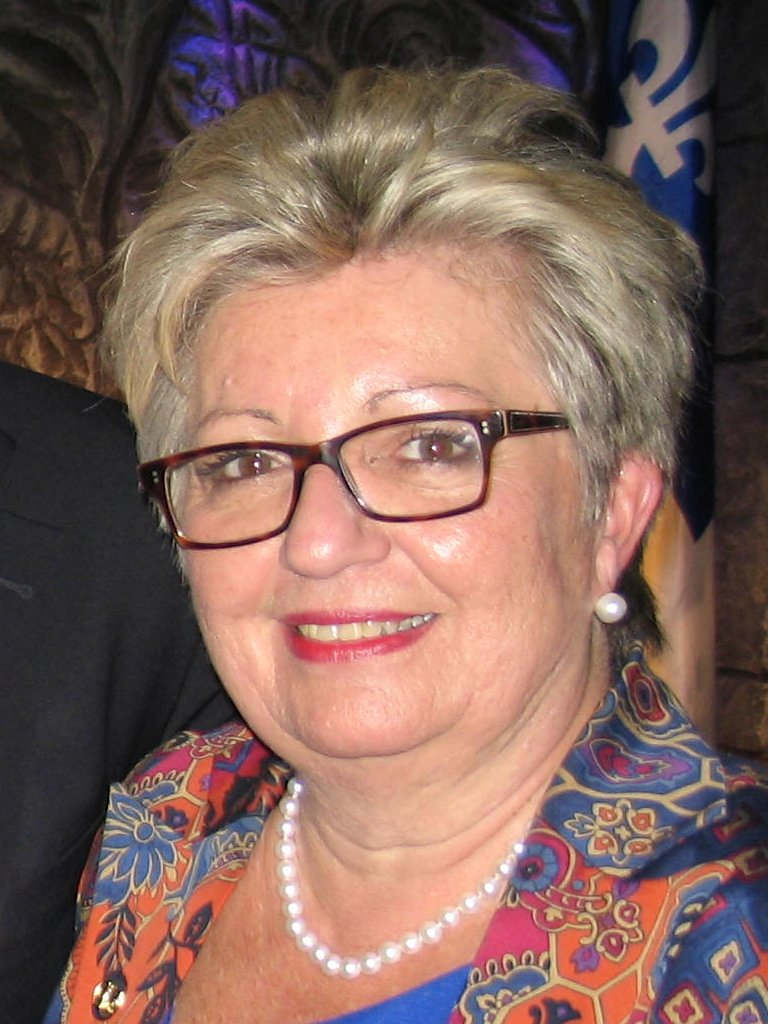
Diane De Courcy est députée de Crémazie de 2012 à 2014 pour le Parti québécois.
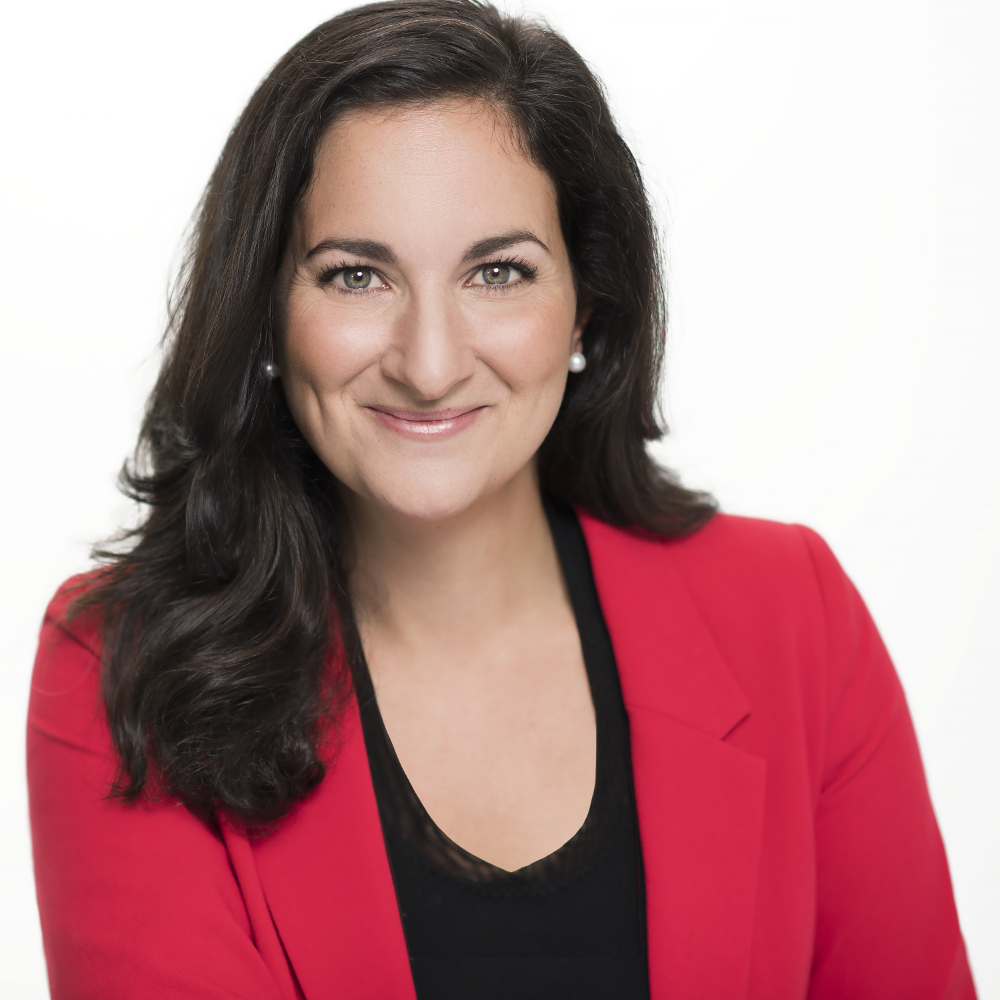
Marie Montpetit est député de Crémazie et de Maurice-Richard de 2014 à 2022 pour le Parti libéral du Québec, terminant son dernier mandat comme députée indépendante.

## Résultats électoraux

### Évolution pour les principaux partis
| |
| - Parti libéral - Parti québécois - Crédit social (ancien) - Union nationale (ancien) - Action démocratique (ancien) - Québec solidaire - Coalition avenir - Parti conservateur |

### Résultats détaillés
|                                                                                               | Nom                     | Parti            | Nombre de voix | %      | Maj.  |
| --------------------------------------------------------------------------------------------- | ----------------------- | ---------------- | -------------- | ------ | ----- |
|                                                                                               | Haroun Bouazzi          | Québec solidaire | 10 903         | 34,7 % | 2 361 |
|                                                                                               | Audrey Murray           | Coalition avenir | 8 542          | 27,2 % | -     |
|                                                                                               | Jonathan Marleau        | Libéral          | 5 414          | 17,2 % | -     |
|                                                                                               | Chantal Jorg            | Parti québécois  | 4 612          | 14,7 % | -     |
|                                                                                               | Louise Sexton           | Conservateur     | 1 322          | 4,2 %  | -     |
|                                                                                               | Gilles Fournelle        | Vert             | 311            | 1 %    | -     |
|                                                                                               | Andrea Di Stefano       | Bloc Montréal    | 145            | 0,5 %  | -     |
|                                                                                               | Kassandre Chéry Théodat | Indépendant      | 115            | 0,4 %  | -     |
|                                                                                               | Patrick Bouchardy       | Climat Québec    | 83             | 0,3 %  | -     |
| Total                                                                                         | Total                   | Total            | 31 447         | 100 %  |       |
| Le taux de participation lors de l'élection était de 68,4 % et 419 bulletins ont été rejetés. |                         |                  |                |        |       |

|                                                                                               | Nom                        | Parti               | Nombre de voix | %      | Maj. |
| --------------------------------------------------------------------------------------------- | -------------------------- | ------------------- | -------------- | ------ | ---- |
|                                                                                               | Marie Montpetit (sortante) | Libéral             | 9 459          | 29,5 % | 530  |
|                                                                                               | Raphaël Rebelo             | Québec solidaire    | 8 929          | 27,9 % | -    |
|                                                                                               | Manon Gauthier             | Coalition avenir    | 6 330          | 19,8 % | -    |
|                                                                                               | Frédéric Lapointe          | Parti québécois     | 6 131          | 19,1 % | -    |
|                                                                                               | Gilles Fournelle           | Vert                | 602            | 1,9 %  | -    |
|                                                                                               | Jean Rémillard             | NPD Québec          | 216            | 0,7 %  | -    |
|                                                                                               | Manon Dupuis               | Parti nul           | 214            | 0,7 %  | -    |
|                                                                                               | Morgan Ali                 | Bloc pot            | 90             | 0,3 %  | -    |
|                                                                                               | Daniel St-Hilaire          | Citoyens au pouvoir | 77             | 0,2 %  | -    |
| Total                                                                                         | Total                      | Total               | 32 048         | 100 %  |      |
| Le taux de participation lors de l'élection était de 68,6 % et 486 bulletins ont été rejetés. |                            |                     |                |        |      |

|                                                                                             | Nom                         | Parti            | Nombre de voix | %      | Maj.  |
| ------------------------------------------------------------------------------------------- | --------------------------- | ---------------- | -------------- | ------ | ----- |
|                                                                                             | Marie Montpetit             | Libéral          | 13 440         | 39 %   | 2 548 |
|                                                                                             | Diane De Courcy (sortante)  | Parti québécois  | 10 892         | 31,6 % | -     |
|                                                                                             | Sylvain Bessette            | Coalition avenir | 4 731          | 13,7 % | -     |
|                                                                                             | André Frappier              | Québec solidaire | 4 726          | 13,7 % | -     |
|                                                                                             | Virginia Leurent-Bonnevie   | Vert             | 448            | 1,3 %  | -     |
|                                                                                             | Gabrielle Ladouceur-Despins | Option nationale | 227            | 0,7 %  | -     |
| Total                                                                                       | Total                       | Total            | 34 464         | 100 %  |       |
| Le taux de participation lors de l'élection était de 75 % et 485 bulletins ont été rejetés. |                             |                  |                |        |       |

|                                                                                               | Nom                    | Parti            | Nombre de voix | %      | Maj.  |
| --------------------------------------------------------------------------------------------- | ---------------------- | ---------------- | -------------- | ------ | ----- |
|                                                                                               | Diane De Courcy        | Parti québécois  | 13 392         | 38,6 % | 3 388 |
|                                                                                               | Eleni Bakopanos        | Libéral          | 10 004         | 28,8 % | -     |
|                                                                                               | Carla El-Ghandour      | Coalition avenir | 5 933          | 17,1 % | -     |
|                                                                                               | André Frappier         | Québec solidaire | 4 014          | 11,6 % | -     |
|                                                                                               | Yanek Lauzière-Fillion | Option nationale | 825            | 2,4 %  | -     |
|                                                                                               | Yves Laporte           | Vert             | 518            | 1,5 %  | -     |
| Total                                                                                         | Total                  | Total            | 34 686         | 100 %  |       |
| Le taux de participation lors de l'élection était de 76,6 % et 475 bulletins ont été rejetés. |                        |                  |                |        |       |

|                                                                                               | Nom                         | Parti               | Nombre de voix | %      | Maj.  |
| --------------------------------------------------------------------------------------------- | --------------------------- | ------------------- | -------------- | ------ | ----- |
|                                                                                               | Lisette Lapointe (sortante) | Parti québécois     | 12 972         | 45,1 % | 1 412 |
|                                                                                               | Martin Cossette             | Libéral             | 11 560         | 40,2 % | -     |
|                                                                                               | Diane Charbonneau           | Action démocratique | 1 808          | 6,3 %  | -     |
|                                                                                               | André Frappier              | Québec solidaire    | 1 627          | 5,7 %  | -     |
|                                                                                               | Nathalie Gingras            | Vert                | 776            | 2,7 %  | -     |
| Total                                                                                         | Total                       | Total               | 28 743         | 100 %  |       |
| Le taux de participation lors de l'élection était de 62,3 % et 425 bulletins ont été rejetés. |                             |                     |                |        |       |

|                                                                                               | Nom                               | Parti               | Nombre de voix | %      | Maj. |
| --------------------------------------------------------------------------------------------- | --------------------------------- | ------------------- | -------------- | ------ | ---- |
|                                                                                               | Lisette Lapointe                  | Parti québécois     | 12 388         | 36 %   | 170  |
|                                                                                               | Michèle Lamquin-Éthier (sortante) | Libéral             | 12 218         | 35,5 % | -    |
|                                                                                               | Geneviève Tousignant              | Action démocratique | 5 540          | 16,1 % | -    |
|                                                                                               | André Frappier                    | Québec solidaire    | 2 218          | 6,4 %  | -    |
|                                                                                               | Nathalie Gingras                  | Vert                | 1 934          | 5,6 %  | -    |
|                                                                                               | Marsha Fine                       | Marxiste-léniniste  | 112            | 0,3 %  | -    |
| Total                                                                                         | Total                             | Total               | 34 410         | 100 %  |      |
| Le taux de participation lors de l'élection était de 73,8 % et 349 bulletins ont été rejetés. |                                   |                     |                |        |      |

## Référendums
|  | Référendum                     | % du OUI | % du NON | Taux de participation |
|  | Référendum de 1980             | 43,85 %  | 56,15 %  | 88,68 %               |
|  | Accord de Charlottetown (1992) | 44,53 %  | 55,47 %  | 85,71 %               |
|  | Référendum de 1995             | 48,55 %  | 51,45 %  | 94,57 %               |